# 沙尔夫赖讷
沙尔夫赖讷（法語：Chalvraines，法語發音：[ʃalvʁɛn]）是法国上马恩省的一个市镇，属于肖蒙区。

## 地理
沙尔夫赖讷（48°14'28"N, 5°28'43"E）面积26.35 平方千米，位于法国大東部大區上马恩省，该省份为法国东北部内陆省份，北起马恩省和默兹省，西接奥布省，西南接科多尔省，东南接上索恩省，东临孚日省。
与沙尔夫赖讷接壤的市镇（或旧市镇、城区）包括：伊卢、普雷苏拉福什、默兹河畔罗曼、瑟米伊、克兰尚、默兹河和穆宗河间布尔蒙。

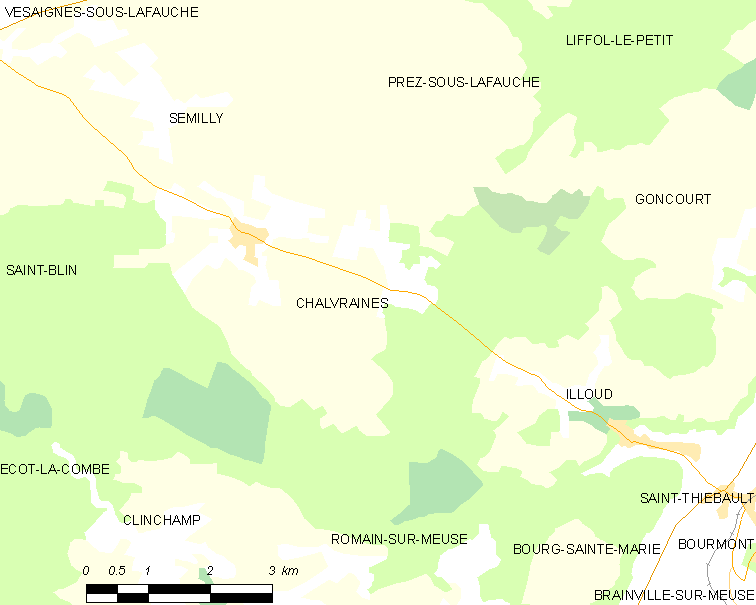
沙尔夫赖讷的OSM定位图

沙尔夫赖讷的时区为UTC+01:00、UTC+02:00（夏令时）。

## 行政
沙尔夫赖讷的邮政编码为52700，INSEE市镇编码为52095。

## 政治
沙尔夫赖讷所属的省级选区为普瓦松县。

## 人口

1962-2008年间沙尔夫赖讷人口变化图示

沙尔夫赖讷于2022年1月1日时的人口数量为196人。